# Andrés Julián Rendón
Andrés Julián Rendón Cardona (Rionegro, Antioquia 9 de enero de 1978) es un economista, administrador público político colombiano.Actualmente es Gobernador de Antioquia, para el cuatrienio 2024-2028.Se ha desempeñado anterioremente como Concejal de Rionegro, Secretario de Gobierno de Antioquia y Alcalde Municipal de Rionegro para el cuatrienio 2016-2020.

## Biografía
Rendón terminó el bachillerato en el colegio Seminario Corazonista de Marinilla; una institución privada ubicada en Marinilla, Antioquia. Continuó sus estudios en el inglés como segunda lengua en el Robron High School, en Canadá donde realizó un intercambio estudiantil. Andrés Julián es economista de la Universidad EAFIT y curso una especialización en regulación económica de la misma universidad. Rendón posee una maestría en Economía en la Universidad de los Andes y en Estados Unidos se graduó como magíster en Administración Pública en la Universidad Americana.
Desempeñó diferentes cargos en su vida política. Empezó la vida pública por medio de su elección al Concejo de Rionegro, donde duró poco menos de un año (2001-2002) debido a que renunció en octubre de 2002 para aceptar el cargo de Analista Macroeconómico en la empresa Suvalor ubicada en Medellín. Posteriormente se desempeñó como asesor del Ministerio de Hacienda y Crédito Público de Colombia bajo la administración de Roberto Junguito Bonnet bajo el gobierno de Álvaro Uribe Vélez. Abandono la vida política durante un tiempo para seguir con aspiraciones personales en el sector público, regreso poco tiempo después como Secretario de Gobierno de Antioquia durante el mandato de Luis Alfredo Ramos como gobernador del departamento. El 25 de octubre de 2015 fue electo como alcalde municipal de Rionegro luego de haberse lanzado por tercera vez en el municipio y alcanzar casi el 63 % de los votos. Actualmente es el gobernador electo de Antioquia al haber derrotado al exgobernador Luis Pérez Gutiérrez en las elecciones de 2023.

## Trayectoria política

### Concejal de Rionegro
Andrés Julián fue elegido el domingo 29 de octubre del 2000 como Concejal del municipio de Rionegro, Antioquia después de haber obtenido un total de 1.440 votos, siendo la segunda mayor votación del municipio detrás de su compañero Humberto de Jesús Quintero también del Partido Liberal.
Dejó el cargo el 17 de octubre de 2002 luego de recibir un ofrecimiento laboral para continuar sus estudios y experiencia académica para desempeñar como analista macroeconómico en la empresa Suvalor ubicada en Medellín.

### Secretario de Gobierno de Antioquia
Andrés Julián fue seleccionado por Luis Alfredo Ramos como parte del gabinete para el periodo 2008-2012, cargo en el que se mantuvo hasta el final del periodo. Durante este tiempo  se desempeñó 11 veces como gobernador encargado frente a diferentes excusas presentadas por el titular.
Rendón logró avances en materia de seguridad y control de actividades ilícitas en el departamento; la formación de 41 nuevos comandos de policía, la reducción del hectareaje de cultivos de coca en un 53%, la disminución de la tasa de homicidios y de los grupos armados ilegales en un 30%, y la creación de 28 casas de justicia. Convirtió la unidad administrativa en un apoyo para la fuerza pública y los organismos de seguridad del departamento.
Dirigió la coordinación de acciones dirigidas a la desmovilización de guerrilleros y la desarticulación de estructuras ilegales en la región. Supervisó el equipo en el caso de la entrega voluntaria de Alberto de Jesús Morales Morales, alias El Pájaro, cabecilla del Frente 36 de las FARC.
Rendón Cardona trabajo en la mayor parte de su secretaría de la mano con el trabajo de inteligencia realizado de diversas entidades, incluyendo el Departamento Administrativo de Seguridad, la Séptima División, la Décima Cuarta Brigada y la Fuerza Aérea. Rendón logró mejorara la seguridad en el Nordeste de Antioquia, especialmente en Anorí, y liberar a los campesinos de la amenaza que representaba diferentes estructuras en la continuación de actividades ilícitas como la minería ilegal y el narcotráfico.

### Alcalde Municipal de Rionegro
Andrés Julián Rendón participó en dos elecciones consecutivas para la Alcaldía de Rionegro sin éxito. En 2003, se postuló como candidato por el partido Cambio Radical, obteniendo 11.359 votos, lo que le permitió alcanzar el segundo lugar en la contienda electoral. Cuatro años después, en las elecciones de 2007, volvió a aspirar al cargo por el mismo partido, mejorando su desempeño con 14.368 votos pero nuevamente quedando en la segunda posición. A pesar de no lograr la alcaldía en esos comicios, fue electo en 2015 como Alcalde Municipal de su municipio.
Rendón fue electo alcalde el 25 de octubre de 2015 con un 62,51% de los votos; su candidatura fue apoyada por distintos sectores y partidos políticos en una coalición llamada Unidos por Rionegro. Recibió el aval principal por parte de su partido, el Centro Democrático y el apoyo de fuerzas como: Partido Conservador Colombiano, Opción Ciudadana y las Autoridades Indígenas de Colombia.
Como alcalde electo Rendón nombró a su gabinete en conformidad del ejercicio de su mandato, este estuvo integrado en por un total de 8 hombres y 4 mujeres en diferentes secretarias:
| Funcionario                       | Cargo                         |
| --------------------------------- | ----------------------------- |
| Mauricio de Jesús Rendón González | Secretaría Privada            |
| Martha Patricia Correa Taborda    | Secretaría de Justicia        |
| Hugo Parra Galeano                | Secretaría de Gobierno        |
| Rodrigo Hernández Alzate          | Secretaría de Hacienda        |
| Adrián Castro Alzate              | Secretaría de Seguridad       |
| Yised Baena Aristizábal           | Secretaría de Educación       |
| Guillermo León Gómez Rendón       | Secretaría de Planeación      |
| Eliana María Ceballos Zuluaga     | Secretaría Administrativa     |
| Diana María Mejía Valencia        | Secretaría de Salud Social    |
| Hernán Darío Álvarez Suárez       | Secretaría de Infraestructura |
| Óscar Rodrigo Rendón Serna        | Secretaría de Emprendimiento  |
| Jorge Humberto Rivas Urrea        | Secretaría de Medio Ambiente  |

Rendón en su plan de gobierno planeaba un gobierno enfocado en el desarrollo sostenible y la mejora de los servicios públicos en el municipio. Durante su mandato, logró la desvinculación de Empresas Públicas de Rionegro (E.P.Rio) a Empresas Públicas de Medellín (EPM) como medida estratégica. Se permitió que EPM modernizara las redes de agua, realizando inversiones de 300 000 000 000 (trecientos mil millones) de pesos, sin impactar las tarifas de los usuarios.
Andrés Julián logró la liquidación del hospital Gilberto Mejía Mejía, trasladando sus operaciones al San Juan de Dios, el hospital experimentó mejoras en su operación y generación de ganancias de salubridad y presupuestal.
Al finalizar su periodo la ciudad se convirtió en la única no capital de Colombia que forma parte del programa de ciudades sostenibles del Banco Interamericano de Desarrollo. Se logró la adjudicación de la licitación para la construcción de un tren ligero. Logró la entrega de más de 1500 viviendas nuevas, 2000 mejoramientos de viviendas, avances en el plan vial de 29.5 km en ejecución y financiado por 450 000 000 000 (cuatrocientos cincuenta mil millones) de pesos.
Rendón impulsó mejoras en otros sectores; aumento de la cobertura para la primera infancia, incremento en raciones de alimentos en instituciones educativas, la expansión de colegios en jornada única, becas para jóvenes en universidades de Antioquia a través de BecaSaber, y la integración de personas mayores en la red de protección a la vejez del municipio.
Además, los esfuerzos en seguridad, con inversiones, gerencias por delitos y frentes de seguridad ciudadanos  contribuyeron a promover el autocuidado y transformar la percepción de seguridad en Rionegro reflejado en el lema #RionegroSeTransforma, utilizado en el municipio.

### Gobernador de Antioquia

Andrés Julián Rendón
Luis Pérez Gutiérrez

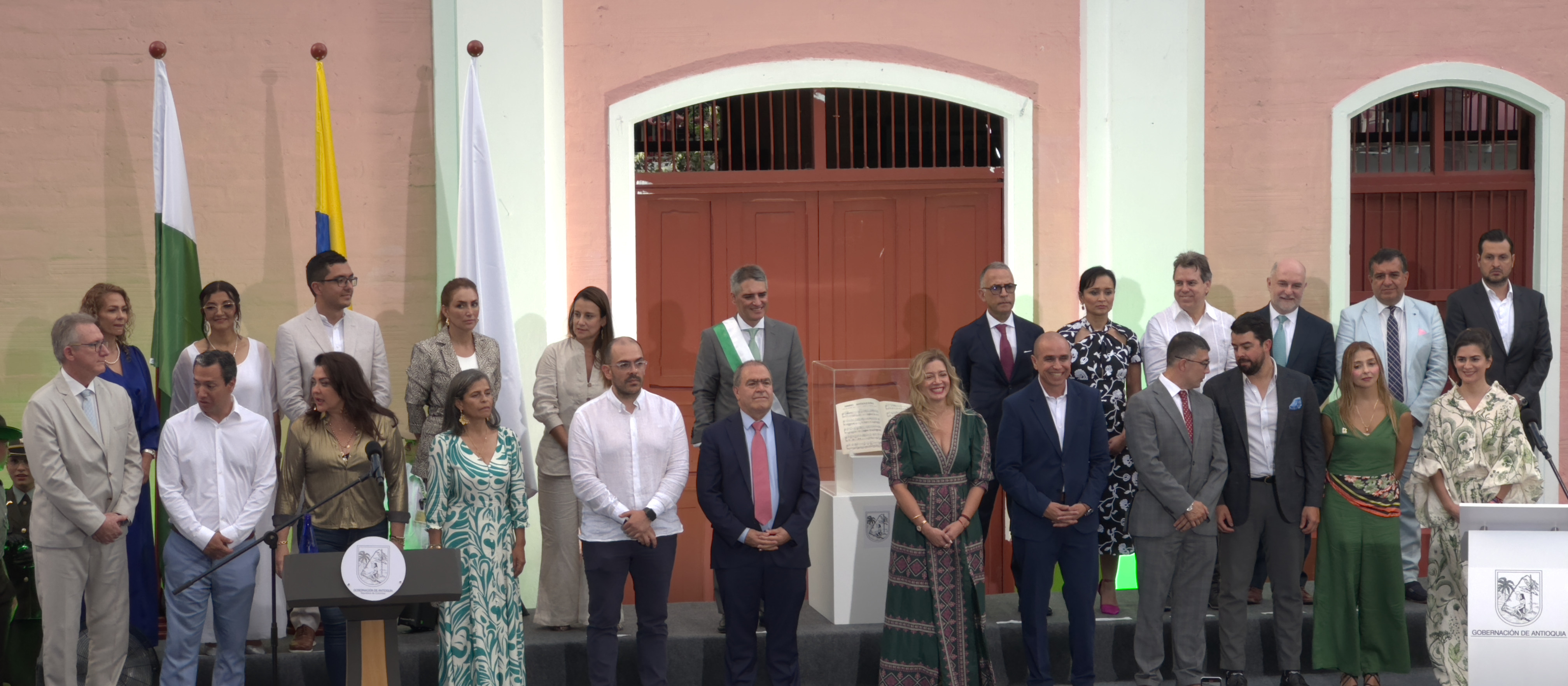
Gabinete de Andrés J. Rendón

Andrés Julián fue electo gobernador el 29 de octubre de 2023 con un 37.31% de los votos; su candidatura fue apoyada por distintos sectores y partidos políticos en una coalición llamada Por Antioquia Firme. Recibió el aval principal por parte de su partido, el Centro Democrático y el apoyo de fuerzas como: Partido Creemos, Partido Político MIRA, Partido Liberal, G.S.C Una Antioquia Viva, Partido de la U, Movimiento de Salvación Nacional y las Autoridades Indígenas de Colombia.
Rendón no logró la victoria en la mayoría de los municipios de Antioquia. En su lugar, fue el exgobernador Luis Pérez, especialmente en las regiones de Urabá y Bajo Cauca, que eran consideradas estratégicas para la campaña de Rendón. Luis Fernando Begué, gerente financiero de la campaña, afirmó que la estrategia en estas áreas se basaba en equilibrar la situación. Rendón logró su victoria, especialmente en Medellín, donde superó a Luis Pérez por una amplia diferencia de votos. Además, ganó en otros municipios estratégicos como Bello, La Estrella, Itagüí y Sabaneta.
Como gobernador Rendón nombró a su gabinete en conformidad del ejercicio de su mandato, este estuvo integrado en por un total de 6 hombres y 7 mujeres en diferentes secretarias:
| Funcionario                      | Cargo                                                    | Ref.   |
| -------------------------------- | -------------------------------------------------------- | ------ |
| Lina Cuartas Ospina              | Secretaría Privada                                       | [ 12 ] |
| Martha Patricia Correa Taborda   | Secretaría General                                       | [ 13 ] |
| Luis Fernando Begué Trujillo     | Secretaría de Gobierno                                   | [ 14 ] |
| Ofelia Elcy Velásquez Hernández  | Secretaría de Hacienda                                   | [ 15 ] |
| Mauricio Alviar Ramírez          | Secretaría de Educación                                  | [ 16 ] |
| Carolina Lopera Tobón            | Secretaría de las Mujeres                                | [ 17 ] |
| Katherine Zapata Orrego          | Secretaría de la Juventud                                | [ 18 ] |
| Jimmy Collazos Franco            | Secretaría de Medio Ambiente                             | [ 19 ] |
| Luis Horacio Gallón Arango       | Secretaría de Infraestructura Física                     | [ 20 ] |
| Manuel Alejandro Naranjo Giraldo | Secretaría de Desarrollo Económico                       | [ 21 ] |
| Martha Cecilia Ramírez Orrego    | Secretaría de Salud e Inclusión Social                   | [ 22 ] |
| Luis Eduardo Martínez Guzmán     | Secretaría de Seguridad, Justicia y Paz                  | [ 23 ] |
| Rosa María Acevedo Jaramillo     | Secretaría de Talento Humano y Servicios Administrativos | [ 24 ] |

## Historial electoral
A continuación, se muestra el historial electoral de Rendón, registro que detalla las contiendas en las que ha sido candidato, los resultados obtenidos, los cargos a los que ha aspirado y el respaldo recibido en cada proceso electoral:
|  | 04.32 % |

|  | 28.40 % |

|  | 29.73 % |

|  | 62.51 % |

|  | 37.31 % |

## Controversias

### Remodelación, Mantenimiento y Construcción del SITRIO
Rendón se encuentra bajo investigación por parte de la Procuraduría General de la Nación, debido a posibles irregularidades en la contratación del Sistema Integrado de Transporte Público Colectivo de Rionegro (SITRIO). La Procuraduría General examina la existencia de deficiencias en los estudios previos relacionados con la remodelación, mantenimiento y construcción de estaciones provisionales de transferencia, cuyo costo asciende a 547.327.257 millones de pesos, así como la demolición de los accesos a la estación La Morelia. La investigación también involucra a la exdirectora de Desarrollo Territorial de Rionegro, Ana María Mejía Bernal, y a la exsubsecretaria de Planeación y Supervisión, Jaquelín Restrepo Pineda.
Se presentaron diversas denuncias ante la Fiscalía, la Procuraduría y la Contraloría General de la República por parte de veedurías y concejales de oposición donde revelaban contratos multimillonarios, relacionados con SITRIO, que no se materializaron. Los 49 contratos cuestionados, que suman más de 36.716.760 millones de pesos.

### Construcción de Comandos de Atención Inmediata (C.A.I)
Rendón es investigado por la construcción de comandos de atención inmediata para la Policía Nacional de Colombia, cuya ejecución está siendo cuestionada por la Contraloría General de la República, que sospecha un presunto detrimento patrimonial estimado en 1 200 000 000 (mil doscientos millones) de pesos. Se alega que las instalaciones se edificaron en terrenos con otra destinación y experimentaron demoras en su puesta en funcionamiento.
Andrés Julián Rendón defendió su gestión, asegurando  que utilizó los recursos de manera adecuada para el beneficio de los habitantes. Explicó que la falta de formalidad en la recepción por parte de la Policía Nacional se debe a trámites burocráticos y a la falta de fuerza policial. Además, están siendo investigados Hernán Darío Álvarez y Hugo Parra, quienes estuvieron al frente de la Secretaría de Gobierno durante la administración en Rionegro.
A pesar de la programación de una audiencia ante el despacho de control de garantías, la Fiscalía General de la Nación solicitó su suspensión. Esta petición se fundamenta en la consideración de que, al asumir la posición de gobernador electo, Rendón adquirió un fuero especial, lo que implica que el expediente debe ser trasladado a la Dirección delegada ante la Corte Suprema de Justicia en Bogotá.
Según registros judiciales, la solicitud de la Fiscalía ha sido anotada, y el caso deberá ser revisado por uno de los 12 delegados ante la Corte Suprema. La Corte debe analizar la documentación y evidencia existente, llevar a cabo investigaciones adicionales según considere necesario y, en última instancia, determinar si procede realizar un interrogatorio, formular imputaciones o cerrar la investigación.